# 沃洛夫人
沃洛夫人（英語：Wolof）是一个非洲民族，主要分布在西非地區，且為塞內加爾共和國的主體民族，少數分布在甘比亞、茅利塔尼亞地區，主要使用的語言為沃洛夫語。在塞内加尔有40%人口自认为是沃洛夫人。在北部的Saint-Louis,中部的Kaolack和西部的达喀尔的地区，他们是主要族群。在冈比亚，15%人口是沃洛夫人，首都人口中有50%是沃洛夫人。毛利亚尼亚有7%的人口为沃洛夫人。沃洛夫人8世纪左右定居塞内加尔河流域，15世纪建立王国。多数信伊斯兰教。

## 民族分布、人口與語言

### 民族分布
沃洛夫人主要分布在塞內加爾共和國、甘比亞、茅利塔尼亞等西非沿岸。

沃洛夫人分布圖

### 人口
現今沃洛夫人人口大約為620萬餘人，分別分布在賽內加爾共和國為568餘萬人、甘比亞為28餘萬人、蒙利塔尼亞為22萬餘人。自1960年代起人口激增，並與其他少數族群合併，而在1990年代在塞內加爾共和國人口已達到338萬餘人。
而百分之七十到七十五的沃洛夫人為鄉村居民，剩餘的則聚居在塞內加爾的市中心及甘比亞的首都班珠爾。
在村落裡的最基本的社會單位為居住在附近的群體，他們通常佔據單一的院落。沃洛夫人村落的平均規模通常很小，人口大致落在50到100人之間，但在居住在政治中心的附近的村落人口也可達到1000至2000人。

### 語言
沃洛夫人使用的語言包含沃洛夫語、法語、英語及阿拉伯語。其中，沃洛夫語為沃洛夫人使用的本土語言，屬於尼日剛果語系大西洋語支。
在賽爾加內共和國內至少有50%以上的人為其語言的使用者。法語與英語則是由於殖民的原因而存在於當地，塞內加爾為先前法國殖民地，而甘比亞為先前英國殖民地。

## 地理環境
沃洛夫人分布在塞內加爾共和國、甘比亞等地。屬於熱帶氣候並為平坦的地形，北部地區為荒涼的沙漠，而南部則為有少數灌木及草地的莽原。
由北至南，年雨量逐漸增加，植被的生長也與年雨量的變化成正比。

## 歷史沿革
根據口傳歷史，在十四世紀時被統一成一個鬆散的政治聯盟，也就是著名的沃洛夫帝國，並以塞內加爾的西北地區為中心。
在十六世界中葉，沃洛夫帝國分裂成四個主要的王國，分別是Baol, Kayor, Dyolof proper和Walo。這些王國後來充滿了政治陰謀、叛亂和戰爭，並要同時抵禦摩爾人的入侵。
歐洲人起初的接觸並沒有影響到這個地區，直到十九世紀在西非沿岸開始的奴隸貿易才開始產生重大的轉變。殖民者在1840年代引進了花生，並成為了當地的主要出口商品，而法國人為了保護他們自身的經濟利益，所以多次對沃洛夫帝國發動戰爭，儘管頑強抵抗，最終仍然成為了法國的殖民地，也宣告沃洛夫帝國的瓦解。
最後在1960年代，各國列強的勢力逐漸退出非洲，在塞內加爾地區的沃洛夫人則合併為單一的國家結構，因此沃洛夫人的傳統、種性制度及文化等在歷史上都由在北方的塞爾內亞地區的人們所主導。

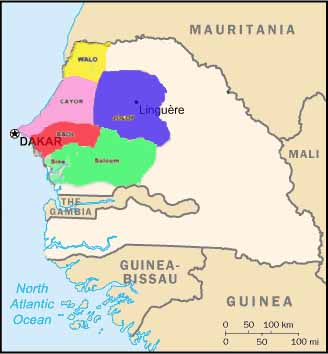
沃洛夫帝國

## 社會、家庭與婚姻

### 社會階層
其社會可區分為三大階級，第一階層為王族、貴族以及農民；第二階層為工匠、木雕師、皮藝師以及說書的格里奧，工匠有時會受到鄙視，但鐵匠對社會頗有影響，而他們的妻子則從事陶器的製作，木雕師則被視為流浪漢，至於格利奧，則身兼歌手、音樂家以及歷史學家，他們經常在酒席上為人助興，或是吟唱主人的讚美歌；第三階層為奴隸及其子嗣，多數自成村落而居。

### 社會控制
沃洛夫人傳統的社會控制主要是以階層關係、互惠或是帶有敵意的壓制為基礎，並會有一個中介的機構來解決他們的紛爭。
對沃洛夫人來說，社會地位和名譽是非常重要的一環，所以最有效的社會控制手段就是利用人們對於流言和嘲笑的懼怕來穩定社會秩序。
而正式的社會社會控制則是由法院或是政府官員來行使，特別是村長在其中扮演的角色。

### 家庭
沃洛夫人雖然採父系母系並行制，但隨著伊斯蘭教的普及，父系的繼承制度正在逐漸增加中。村長，則一般由村莊創立者的直系中最年長的人擔任，通常他們擁有政治及法律層面的權力，特別是有關於土地及政治職務的控制。

### 婚姻
在婚姻規範方面,社會地位和血緣關係是兩個最具影響力的因素。
因應種姓制度，各個階級形成屬於自身的內婚單位,只有在特殊情況下，高級別的男性才有可能娶低級別的女性為妻。
沃洛夫人施行交表婚，甚至平表婚有一度被禁止，但現今這禁令已經不存在了。根據伊斯蘭法，一名男性可擁有四位合法的妻子。但由於經濟因素，大約只有百分之四十五的沃洛夫人擁有兩位妻子以上。

## 產業與生活

### 產業
沃洛夫人主要的經濟基礎是建立在農業上，但每年的年雨量變化非常大，常造成嚴重的歉收並導致飢荒。
除了農業以外，在海岸地區的沃洛夫人亦從事漁業。
而主要的糧食作物為小米，次要的糧食作物為稻米，但村民通常不栽種稻米，而需要花大量的金錢去購買。而沃洛夫人最重要經濟作物則是花生，其次則為木薯。
在畜牧方面，家庭內常飼養雞、山羊、綿羊等，作為主要的肉類來源。在村莊內只有少部分的人擁有牛隻，他們將牛隻視為財富的象徵，而非作為食物來源，只有在與辦盛大的慶典的時候才會宰殺牛隻。
除了農業與牧業以外，許多村民也從事各種不同類型的手工業，包括金屬加工、製作皮革、紡織、布料的染色與剪裁等。

### 生活

#### 傳統服飾
沃洛夫男性的傳統服裝為寬幅的長褲，以及稱為「布布」的長上衣，加上頭巾。至於女性，則是將「布布」的寬幅布條披在身上，然後用圍巾或金飾將頭髮紮起來。沃洛夫女性特別以漂亮著稱，常常是周圍村落人爭相效仿的對象，他們的穿著非常時尚且經常編著複雜的髮型。

#### 居所
而傳統住宅則是用稻草或黏土建造而成，有著用稻草編成的圓錐型屋頂，而庭院的周圍，則有蓆子環繞。

#### 交易
地域性或都市的市集為食品或其他商品的銷售及購買中心。有時候會以以物易物的形式來取得商品，但大部分還是以國家通用貨幣為主。

## 信仰與習俗
多數的沃洛夫人為穆斯林，他們組織成兩個不同的蘇菲單位:Tijaniyya和Muridiyya。男人以割禮作為進入這個單位成員的依據，女人則是以婚姻作為依據，他們必須加入與自己的丈夫相同的單位。主要的生命週期儀式包括命名儀式(NGGENTÉE), 和小男孩們的割禮儀式。
沃洛夫人的節日大致上都與伊斯蘭教的主要節日相同。最重要的慶典為宰牲節（Tabaski）， 又稱「羔羊盛宴」。慶祝這個節日的目的是紀念上帝為亞伯拉罕提供替代的祭物。在節慶當天，他們會到清真寺做禮拜，隨後宰殺羔羊，並邀請他們的親朋好友一同參加這個盛宴。而小孩子們也會在這天收到新的衣物與金錢，所以人們常常也因為這個場合而導致負債。
而伊斯蘭教的主要原則是普遍被遵守的，但相較於抽象的神學信仰，沃洛夫人更強調群體間的社會關係。
而在傳統信仰方面，沃洛夫人相信惡靈跟善靈的存在，同時也相信女巫。他們認為惡靈、善靈都存在於他們的村落之間，而惡靈居住在高大的樹或是樹叢裡，所以他們也會佩戴護身符來保護自己來避免遭受到惡靈的襲擊。並且當他們在做重大抉擇的時候會請精神領袖，也就是擁有超自然力量的人來為他們做決定。

## 藝術與文學
沃洛夫人並不特別注重在藝術方面。最為顯著的一點是，他們並不像西非其他地區的人們一樣會雕刻木頭或製作面具。

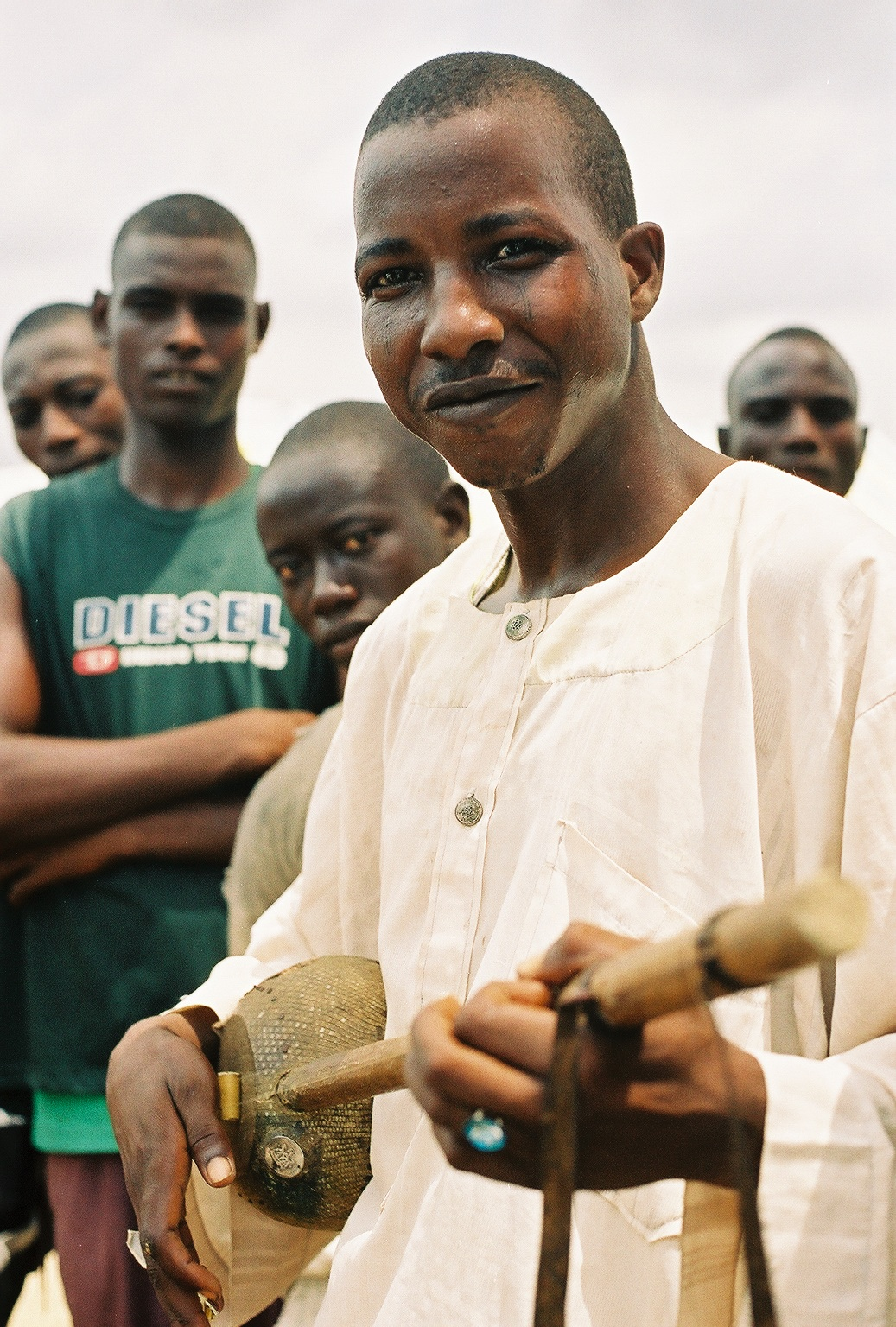
XALAM

在音樂方面，他們會彈奏多種樂器，特別是鼓和一種名為XALAM的吉他。
在歌舞方面，通常是由女子群體組成，他們會在村莊間巡迴歌舞，並隨著夜色加深，他們的演出尺度也會跟著改變。